# Anna Holmlund
Anna Ida Holmlund (Sundsvall, 3 oktober 1987) is een Zweedse freestyleskiester. Ze vertegenwoordigde haar vaderland op de Olympische Winterspelen 2010 in Vancouver en op de Olympische Winterspelen 2014 in Sotsji.

## Carrière
Bij haar wereldbekerdebuut, in januari 2009 in Les Contamines, scoorde Holmlund direct haar eerste wereldbekerpunten, een maand later eindigde de Zweedse in Branäs voor het eerst bij de beste tien. In december 2009 boekte ze in Innichen haar eerste wereldbekerzege. Tijdens de Olympische Winterspelen van 2010 in Vancouver eindigde Holmlund als zesde op de skicross.
In Deer Valley nam de Zweedse deel aan de wereldkampioenschappen freestyleskiën 2011, op dit toernooi veroverde ze de bronzen medaille op de skicross. Aan het eind van het seizoen 2010/2011 behaalde Holmlund de eindzege in het skicross wereldbekerklassement. Tijdens de Olympische Winterspelen van 2014 in Sotsji sleepte de Zweedse de bronzen medaille in de wacht op het onderdeel skicross.
Op de wereldkampioenschappen freestyleskiën 2015 in Kreischberg eindigde Holmlund als negende op de skicross. In zowel het seizoen 2014/2015 als het seizoen 2015/2016 pakte ze de eindzege in het wereldbekerklassement skicross. In december 2016, bij de training voor de wereldbekerwedstrijden in Innichen, kwam de Zweedse hard ten val en raakte ze in coma.

## Resultaten

### Olympische Spelen
| Jaar | Plaats    | Resultaten  |
| ---- | --------- | ----------- |
| 2010 | Vancouver | 6e Skicross |
| 2014 | Sotsji    | Skicross    |

### Wereldkampioenschappen
| Jaar | Plaats      | Resultaten  |
| ---- | ----------- | ----------- |
| 2011 | Deer Valley | Skicross    |
| 2015 | Kreischberg | 9e Skicross |

### Wereldbeker
Eindklasseringen
| Seizoen   | Algm   | SX    |
| --------- | ------ | ----- |
| 2008/2009 | 73e    | 19e   |
| 2009/2010 | 9e     | Brons |
| 2010/2011 | 4e     | Goud  |
| 2012/2013 | 49e    | 13e   |
| 2013/2014 | 50e    | 13e   |
| 2014/2015 | Zilver | Goud  |
| 2015/2016 | Zilver | Goud  |
| 2016/2017 | 71e    | 16e   |

Wereldbekerzeges
| Datum            | Plaats        | Onderdeel |
| ---------------- | ------------- | --------- |
| 21 december 2009 | Innichen      | Skicross  |
| 22 december 2009 | Innichen      | Skicross  |
| 14 maart 2010    | Hasliberg     | Skicross  |
| 20 maart 2010    | Sierra Nevada | Skicross  |
| 18 december 2010 | Innichen      | Skicross  |
| 29 januari 2011  | Grasgehren    | Skicross  |
| 15 februari 2015 | Åre           | Skicross  |
| 22 februari 2015 | Tegernsee     | Skicross  |
| 13 maart 2015    | Megève        | Skicross  |
| 14 maart 2015    | Megève        | Skicross  |
| 11 december 2015 | Val Thorens   | Skicross  |
| 12 december 2015 | Val Thorens   | Skicross  |
| 16 januari 2016  | Watles        | Skicross  |
| 13 februari 2016 | Idre          | Skicross  |
| 4 maart 2016     | Arosa         | Skicross  |
| 10 december 2016 | Val Thorens   | Skicross  |